# مقياس سرعة السحاب

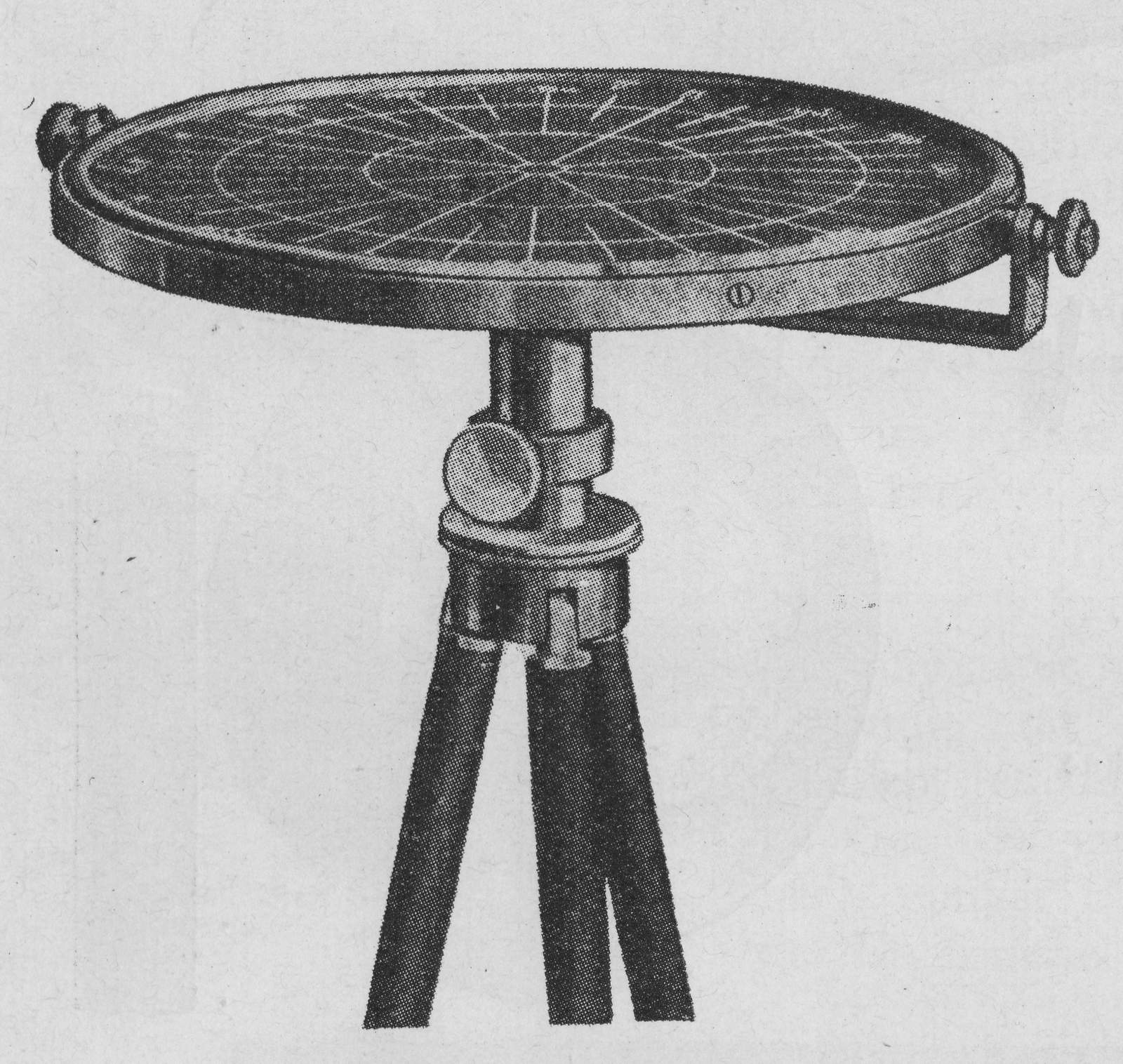
مقياس سرعة السحاب

المِسحَاب أو مِجلاة السحاب أو مقياس سرعة السحاب (أو نيفوسكوب) هو جهاز يستخدم لتحديد اتجاه حركة الغيوم وسرعتها.